# Пригоди хлопчика-мізинчика та дюймовочки
Пригоди хлопчика-мізинчика та дюймовочки — мультфільм 2002 року.

## Сюжет
Хлопчик-мізинчик та Дюймовочка вирішують разом вирушити в подорож на пошуки рідного дому. Весела, а іноді й небезпечна, пригода ставить перед ними багато завдань. Але власна кмітливість і добрі лісові друзі допомагають їм пройти захопливі випробування.